# 馬歇爾維爾 (喬治亞州)
馬歇爾維爾（英語：Marshallville）是一個位於美國喬治亞州梅肯縣的城市。

## 地理
馬歇爾維爾的座標為32°27′12″N 83°56′32″W / 32.45333°N 83.94222°W，而該地的平均海拔高度為157米（即515英尺）。

## 人口
根據2010年美國人口普查的數據，馬歇爾維爾的面積為8.20平方千米，當中陸地面積為8.20平方千米，而水域面積為0.00平方千米。當地共有人口1448人，而人口密度為每平方千米176.59人。